# Ryan Gravenberch
Ryan Jiro Gravenberch (Amsterdam, 16 maggio 2002) è un calciatore olandese di origini surinamesi, centrocampista del Liverpool e della nazionale olandese.

## Biografia
Di origini surinamesi, è il fratello minore di Danzell, anch'egli calciatore.

## Caratteristiche tecniche
Di ruolo centrocampista, può giocare come mediano, regista e mezzala. Grazie alla prestanza fisica, all'eleganza dei movimenti ed al buon tiro dalla distanza viene paragonato a Paul Pogba.

## Carriera

### Club

#### Inizi e Ajax
Nato in Olanda da genitori di origine surinamese, ha mosso i primi passi nello Zeeburgia per poi passare al settore giovanile dell'Ajax nel 2010. Il 7 giugno 2018 ha firmato il suo primo contratto da professionista con il club olandese.
Esordisce con i lancieri il 23 settembre 2018 in occasione dell'incontro perso 3-0 contro lo PSV. Nell'occasione diventa, all'età di 16 anni e 130 giorni, il più giovane giocatore del club ad aver esordito in Eredivisie battendo il precedente record di Clarence Seedorf.
Quattro giorni dopo guadagna un nuovo primato diventando il marcatore più giovane della storia dei lancieri grazie al gol siglato all'82' del match di KNVB beker vinto 7-0 contro il te Werve, record precedente detenuto ancora da Seedorf. Il 22 dicembre 2019 alla sua prima partita da titolare segna il suo primo gol in Eredivisie in Ajax-ADO Den Haag 6-1; si ripete la partita seguente in Ajax-Sparta 2-1. Il 27 febbraio 2020 fa il suo debutto nelle competizioni europee giocando da titolare in Ajax-Getafe 2-1, gara valida per il ritorno dei sedicesimi di Europa League. A giugno prolunga il proprio contratto fino al 2023.
Debutta in Champions il 21 ottobre in Ajax-Liverpool 0-1, segna il suo primo gol nella competizione il 25 novembre in Ajax-Midtjylland 3-1 e il 17 gennaio 2021 segna il gol vittoria contro il Feyenoord nel suo primo Klassieker da titolare (1-0). Il 18 aprile 2021 apre le marcature nella finale di Coppa d’Olanda vinta contro il Vitesse per 2-1. Diventa così uno dei punti fermi del club olandese attirando su di sé l’attenzione di diversi top club. In questa stagione vince il campionato e appunto la Coppa d’Olanda venendo poi premiato come talento dell’anno avendo messo insieme 47 presenze e 5 gol.

#### Bayern Monaco
Il 13 giugno 2022 viene reso noto il suo passaggio al Bayern Monaco a partire dalla stagione 2022-2023 in cambio di 18,5 milioni di euro più altro 5,5 di bonus. Nel corso della prima stagione scende in campo con regolarità, collezionando 33 presente e 1 rete con la maglia della squadra bavarese.

#### Liverpool
Il 1º settembre 2023, dopo essere sceso in campo con il Bayern nella seconda giornata di campionato (nella vittoria casalinga 3-1 contro l'Augsburg), viene ceduto al Liverpool per circa 40 milioni.

### Nazionale
Dopo avere giocato per le selezioni giovanili olandesi, il 24 marzo 2021 esordisce con la nazionale A in occasione della sconfitta per 4-2 contro la Turchia. Viene poi convocato all’Europeo di giugno.
Segna il suo primo gol con gli oranje il 6 del mese stesso nell’amichevole vinta per 3-0 contro la Georgia.

## Statistiche

### Presenze e reti nei club
Statistiche aggiornate al 16 agosto 2025. 
| Stagione             | Squadra              | Campionato           | Campionato | Campionato | Coppe nazionali | Coppe nazionali | Coppe nazionali | Coppe continentali | Coppe continentali | Coppe continentali | Altre coppe | Altre coppe | Altre coppe | Totale | Totale |
| Stagione             | Squadra              | Comp                 | Pres       | Reti       | Comp            | Pres            | Reti            | Comp               | Pres               | Reti               | Comp        | Pres        | Reti        | Pres   | Reti   |
| -------------------- | -------------------- | -------------------- | ---------- | ---------- | --------------- | --------------- | --------------- | ------------------ | ------------------ | ------------------ | ----------- | ----------- | ----------- | ------ | ------ |
| 2018-2019            | Jong Ajax            | 1D                   | 27         | 2          | -               | -               | -               | -                  | -                  | -                  | -           | -           | -           | 27     | 2      |
| 2019-2020            | Jong Ajax            | 1D                   | 17         | 6          | -               | -               | -               | -                  | -                  | -                  | -           | -           | -           | 17     | 6      |
| Totale Jong Ajax     | Totale Jong Ajax     | Totale Jong Ajax     | 44         | 8          |                 | -               | -               |                    | -                  | -                  |             | -           | -           | 44     | 8      |
| 2018-2019            | Ajax                 | ED                   | 1          | 0          | CO              | 1               | 1               | UCL                | 0                  | 0                  | -           | -           | -           | 2      | 1      |
| 2019-2020            | Ajax                 | ED                   | 9          | 2          | CO              | 2               | 1               | UCL+UEL            | 0+1                | 0                  | SO          | 0           | 0           | 12     | 3      |
| 2020-2021            | Ajax                 | ED                   | 32         | 3          | CO              | 4               | 1               | UCL+UEL            | 6+5                | 1+0                | -           | -           | -           | 47     | 5      |
| 2021-2022            | Ajax                 | ED                   | 30         | 2          | CO              | 3               | 1               | UCL                | 8                  | 0                  | SO          | 1           | 0           | 42     | 3      |
| Totale Ajax          | Totale Ajax          | Totale Ajax          | 72         | 7          |                 | 10              | 4               |                    | 20                 | 1                  |             | 1           | 0           | 103    | 12     |
| 2022-2023            | Bayern Monaco        | BL                   | 24         | 0          | CG              | 2               | 1               | UCL                | 6                  | 0                  | SG          | 1           | 0           | 33     | 1      |
| ago. 2023            | Bayern Monaco        | BL                   | 1          | 0          | CG              | 0               | 0               | UCL                | 0                  | 0                  | SG          | 0           | 0           | 1      | 0      |
| Totale Bayern Monaco | Totale Bayern Monaco | Totale Bayern Monaco | 25         | 0          |                 | 2               | 1               |                    | 6                  | 0                  |             | 1           | 0           | 34     | 1      |
| set. 2023-2024       | Liverpool            | PL                   | 26         | 1          | FACup+CdL       | 2+5             | 1+0             | UEL                | 5                  | 2                  | -           | -           | -           | 38     | 4      |
| 2024-2025            | Liverpool            | PL                   | 37         | 0          | FACup+CdL       | 1+3             | 0               | UCL                | 9                  | 0                  | -           | -           | -           | 49     | 0      |
| 2025-2026            | Liverpool            | PL                   | 1          | 0          | FACup+CdL       | 0+0             | -               | UCL                | 0                  | 0                  | CS          | 1           | 0           | 2      | 0      |
| Totale Liverpool     | Totale Liverpool     | Totale Liverpool     | 64         | 1          |                 | 11              | 1               |                    | 14                 | 2                  |             | 1           | 0           | 89     | 4      |
| Totale carriera      | Totale carriera      | Totale carriera      | 205        | 16         |                 | 23              | 6               |                    | 40                 | 3                  |             | 3           | 0           | 270    | 25     |

### Cronologia presenze e reti in nazionale
| Cronologia completa delle presenze e delle reti in nazionale ― Paesi Bassi | Cronologia completa delle presenze e delle reti in nazionale ― Paesi Bassi | Cronologia completa delle presenze e delle reti in nazionale ― Paesi Bassi | Cronologia completa delle presenze e delle reti in nazionale ― Paesi Bassi | Cronologia completa delle presenze e delle reti in nazionale ― Paesi Bassi | Cronologia completa delle presenze e delle reti in nazionale ― Paesi Bassi | Cronologia completa delle presenze e delle reti in nazionale ― Paesi Bassi | Cronologia completa delle presenze e delle reti in nazionale ― Paesi Bassi |
| Data                                                                       | Città                                                                      | In casa                                                                    | Risultato                                                                  | Ospiti                                                                     | Competizione                                                               | Reti                                                                       | Note                                                                       |
| -------------------------------------------------------------------------- | -------------------------------------------------------------------------- | -------------------------------------------------------------------------- | -------------------------------------------------------------------------- | -------------------------------------------------------------------------- | -------------------------------------------------------------------------- | -------------------------------------------------------------------------- | -------------------------------------------------------------------------- |
| 24-3-2021                                                                  | Istanbul                                                                   | Turchia                                                                    | 4 – 2                                                                      | Paesi Bassi                                                                | Qual. Mondiali 2022                                                        | -                                                                          | 82’                                                                        |
| 27-3-2021                                                                  | Amsterdam                                                                  | Paesi Bassi                                                                | 2 – 0                                                                      | Lettonia                                                                   | Qual. Mondiali 2022                                                        | -                                                                          | 79’                                                                        |
| 30-3-2021                                                                  | Gibilterra                                                                 | Gibilterra                                                                 | 0 – 7                                                                      | Paesi Bassi                                                                | Qual. Mondiali 2022                                                        | -                                                                          | 46’ 93’                                                                    |
| 2-6-2021                                                                   | Faro                                                                       | Paesi Bassi                                                                | 2 – 2                                                                      | Scozia                                                                     | Amichevole                                                                 | -                                                                          | 31’                                                                        |
| 6-6-2021                                                                   | Enschede                                                                   | Paesi Bassi                                                                | 3 – 0                                                                      | Georgia                                                                    | Amichevole                                                                 | 1                                                                          | 66’                                                                        |
| 17-6-2021                                                                  | Amsterdam                                                                  | Paesi Bassi                                                                | 2 – 0                                                                      | Austria                                                                    | Euro 2020 - 1º turno                                                       | -                                                                          | 74’                                                                        |
| 21-6-2021                                                                  | Amsterdam                                                                  | Macedonia del Nord                                                         | 0 – 3                                                                      | Paesi Bassi                                                                | Euro 2020 - 1º turno                                                       | -                                                                          |                                                                            |
| 7-9-2021                                                                   | Amsterdam                                                                  | Paesi Bassi                                                                | 6 – 1                                                                      | Turchia                                                                    | Qual. Mondiali 2022                                                        | -                                                                          | 71’                                                                        |
| 8-10-2021                                                                  | Riga                                                                       | Lettonia                                                                   | 0 – 1                                                                      | Paesi Bassi                                                                | Qual. Mondiali 2022                                                        | -                                                                          | 62’                                                                        |
| 13-11-2021                                                                 | Podgorica                                                                  | Montenegro                                                                 | 2 – 2                                                                      | Paesi Bassi                                                                | Qual. Mondiali 2022                                                        | -                                                                          | 78’                                                                        |
| 25-9-2022                                                                  | Amsterdam                                                                  | Paesi Bassi                                                                | 1 – 0                                                                      | Belgio                                                                     | UEFA Nations League 2022-2023 - 1º turno                                   | -                                                                          | 90+2’                                                                      |
| 6-6-2024                                                                   | Rotterdam                                                                  | Paesi Bassi                                                                | 4 – 0                                                                      | Canada                                                                     | Amichevole                                                                 | -                                                                          | 85’                                                                        |
| 7-9-2024                                                                   | Eindhoven                                                                  | Paesi Bassi                                                                | 5 – 2                                                                      | Bosnia ed Erzegovina                                                       | UEFA Nations League 2024-2025 - 1º turno                                   | -                                                                          |                                                                            |
| 10-9-2024                                                                  | Amsterdam                                                                  | Paesi Bassi                                                                | 2 – 2                                                                      | Germania                                                                   | UEFA Nations League 2024-2025 - 1º turno                                   | -                                                                          |                                                                            |
| 11-10-2024                                                                 | Budapest                                                                   | Ungheria                                                                   | 1 – 1                                                                      | Paesi Bassi                                                                | UEFA Nations League 2024-2025 - 1º turno                                   | -                                                                          |                                                                            |
| 14-10-2024                                                                 | Monaco di Baviera                                                          | Germania                                                                   | 1 – 0                                                                      | Paesi Bassi                                                                | UEFA Nations League 2024-2025 - 1º turno                                   | -                                                                          | 80’                                                                        |
| 16-11-2024                                                                 | Amsterdam                                                                  | Paesi Bassi                                                                | 4 – 0                                                                      | Ungheria                                                                   | UEFA Nations League 2024-2025 - 1º turno                                   | -                                                                          | 79’                                                                        |
| 19-11-2024                                                                 | Zenica                                                                     | Bosnia ed Erzegovina                                                       | 1 – 1                                                                      | Paesi Bassi                                                                | UEFA Nations League 2024-2025 - 1º turno                                   | -                                                                          | 71’                                                                        |
| 7-6-2025                                                                   | Helsinki                                                                   | Finlandia                                                                  | 0 – 2                                                                      | Paesi Bassi                                                                | Qual. Mondiali 2026                                                        | -                                                                          |                                                                            |
| 10-6-2025                                                                  | Groninga                                                                   | Paesi Bassi                                                                | 8 – 0                                                                      | Malta                                                                      | Qual. Mondiali 2026                                                        | -                                                                          | 46’                                                                        |
| Totale                                                                     |                                                                            | Presenze                                                                   | 20                                                                         |                                                                            | Reti                                                                       | 1                                                                          |                                                                            |

| Cronologia completa delle presenze e delle reti in nazionale ― Paesi Bassi under 21 | Cronologia completa delle presenze e delle reti in nazionale ― Paesi Bassi under 21 | Cronologia completa delle presenze e delle reti in nazionale ― Paesi Bassi under 21 | Cronologia completa delle presenze e delle reti in nazionale ― Paesi Bassi under 21 | Cronologia completa delle presenze e delle reti in nazionale ― Paesi Bassi under 21 | Cronologia completa delle presenze e delle reti in nazionale ― Paesi Bassi under 21 | Cronologia completa delle presenze e delle reti in nazionale ― Paesi Bassi under 21 | Cronologia completa delle presenze e delle reti in nazionale ― Paesi Bassi under 21 |
| Data                                                                                | Città                                                                               | In casa                                                                             | Risultato                                                                           | Ospiti                                                                              | Competizione                                                                        | Reti                                                                                | Note                                                                                |
| ----------------------------------------------------------------------------------- | ----------------------------------------------------------------------------------- | ----------------------------------------------------------------------------------- | ----------------------------------------------------------------------------------- | ----------------------------------------------------------------------------------- | ----------------------------------------------------------------------------------- | ----------------------------------------------------------------------------------- | ----------------------------------------------------------------------------------- |
| 4-9-2020                                                                            | Žodzina                                                                             | Bielorussia under 21                                                                | 0 – 7                                                                               | Paesi Bassi under 21                                                                | Qual. Europeo Under-21 2021                                                         | -                                                                                   | 78’                                                                                 |
| 8-9-2020                                                                            | Almere                                                                              | Paesi Bassi under 21                                                                | 2 – 0                                                                               | Norvegia under 21                                                                   | Qual. Europeo Under-21 2021                                                         | -                                                                                   | 87’                                                                                 |
| 8-10-2020                                                                           | Venlo                                                                               | Paesi Bassi under 21                                                                | 5 – 0                                                                               | Gibilterra under 21                                                                 | Qual. Europeo Under-21 2021                                                         | -                                                                                   | 59’                                                                                 |
| 13-10-2020                                                                          | Larnaca                                                                             | Cipro under 21                                                                      | 0 – 7                                                                               | Paesi Bassi under 21                                                                | Qual. Europeo Under-21 2021                                                         | 1                                                                                   |                                                                                     |
| 25-3-2022                                                                           | Sofia                                                                               | Bulgaria under 21                                                                   | 0 – 0                                                                               | Paesi Bassi under 21                                                                | Qual. Europeo Under-21 2023                                                         | -                                                                                   |                                                                                     |
| 29-3-2022                                                                           | Deventer                                                                            | Paesi Bassi under 21                                                                | 2 – 0                                                                               | Svizzera under 21                                                                   | Qual. Europeo Under-21 2023                                                         | -                                                                                   |                                                                                     |
| 23-9-2022                                                                           | Heverlee                                                                            | Belgio under 21                                                                     | 1 – 2                                                                               | Paesi Bassi under 21                                                                | Amichevole                                                                          | -                                                                                   | 61’                                                                                 |
| 14-6-2023                                                                           | Wiener Neustadt                                                                     | Paesi Bassi under 21                                                                | 0 – 0                                                                               | Giappone under 21                                                                   | Amichevole                                                                          | -                                                                                   | 46’                                                                                 |
| 21-6-2023                                                                           | Tbilisi                                                                             | Belgio under 21                                                                     | 0 – 0                                                                               | Paesi Bassi under 21                                                                | Europeo Under-21 2023 - 1º turno                                                    | -                                                                                   | 21’                                                                                 |
| 24-6-2023                                                                           | Tbilisi                                                                             | Portogallo under 21                                                                 | 1 – 1                                                                               | Paesi Bassi under 21                                                                | Europeo Under-21 2023 - 1º turno                                                    | -                                                                                   |                                                                                     |
| 27-6-2023                                                                           | Tbilisi                                                                             | Paesi Bassi under 21                                                                | 1 – 1                                                                               | Georgia under 21                                                                    | Europeo Under-21 2023 - 1º turno                                                    | -                                                                                   |                                                                                     |
| Totale                                                                              |                                                                                     | Presenze                                                                            | 11                                                                                  |                                                                                     | Reti                                                                                | 1                                                                                   |                                                                                     |

## Palmarès

### Club

#### Competizioni nazionali
- Campionato olandese: 3

Ajax: 2018-2019, 2020-2021, 2021-2022
- Coppa dei Paesi Bassi: 2

Ajax: 2018-2019, 2020-2021
- Supercoppa dei Paesi Bassi: 1

Ajax: 2019
- Supercoppa di Germania: 1

Bayern Monaco: 2022
- Campionato tedesco: 1

Bayern Monaco: 2022-2023
- Coppa di Lega inglese: 1

Liverpool: 2023-2024
- Campionato inglese: 1

Liverpool: 2024-2025

### Individuale
- Miglior talento dell'anno in Eredivisie: 1

2021
- PFA Premier League Team of the Year: 1

2024-2025